# Psychotria brachythrix
Psychotria brachythrix är en måreväxtart som beskrevs av Albert Charles Smith. Psychotria brachythrix ingår i släktet Psychotria och familjen måreväxter. Inga underarter finns listade i Catalogue of Life.